# 蓮田駅

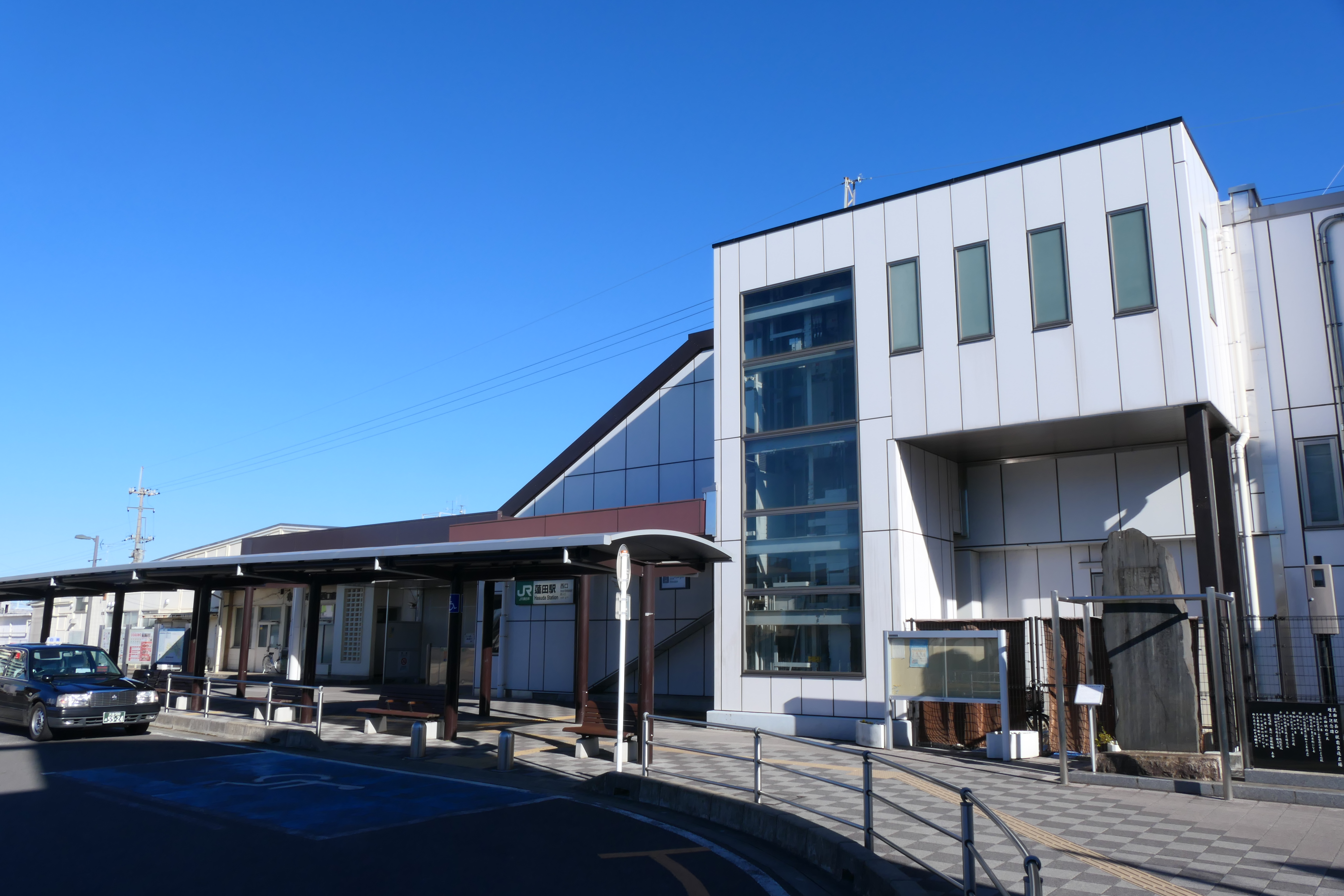
西口（2021年2月）

蓮田駅（はすだえき）は、埼玉県蓮田市本町にある、東日本旅客鉄道（JR東日本）東北本線の駅である。
「宇都宮線」の愛称区間に含まれており、上野駅発着系統と、新宿駅経由で横須賀線に直通する湘南新宿ライン、上野駅・東京駅経由で東海道線に直通する上野東京ラインが停車する。
所在地である蓮田市の「蓮」の字は之繞の点が1つ（一点之繞）だが、当駅名の「蓮」は点が2つ（二点之繞）である。

## 歴史
1900年（明治33年）に作詞された「鉄道唱歌 第三集奥州・磐城篇」（大和田建樹作）では、蓮田駅を以下のように歌った。

### 年表
- 1885年（明治18年）7月16日：日本鉄道大宮 - 宇都宮開業により設置[4]。
- 1906年（明治39年）11月1日：鉄道国有法により国有化[4]。
- 1909年（明治42年）10月12日：線路名称制定により東北本線の所属となる。
- 1924年（大正13年）10月19日：武州鉄道が開業。
- 1938年（昭和13年）8月22日：武州鉄道営業廃止。
- 1960年（昭和35年）：2代目駅舎竣工。建物は3代目駅舎使用開始後もしばらく西口に残った。
- 1972年（昭和47年）
  - 3月5日：貨物の取り扱いを廃止[4]。
  - 10月2日：3代目駅舎（橋上駅舎）の使用を開始[5]。
- 1985年（昭和60年）3月14日：荷物扱い廃止[4]。
- 1987年（昭和62年）4月1日：国鉄分割民営化に伴い、東日本旅客鉄道（JR東日本）の駅となる[4]。
- 1995年（平成7年）2月21日：自動改札機使用開始。
- 2001年（平成13年）11月18日：ICカード「Suica」の利用が可能となる[広報 1]。
- 2022年（令和4年）10月24日：2代目駅舎解体。
- 2023年（令和5年）10月11日：みどりの窓口の営業を終了[2]。

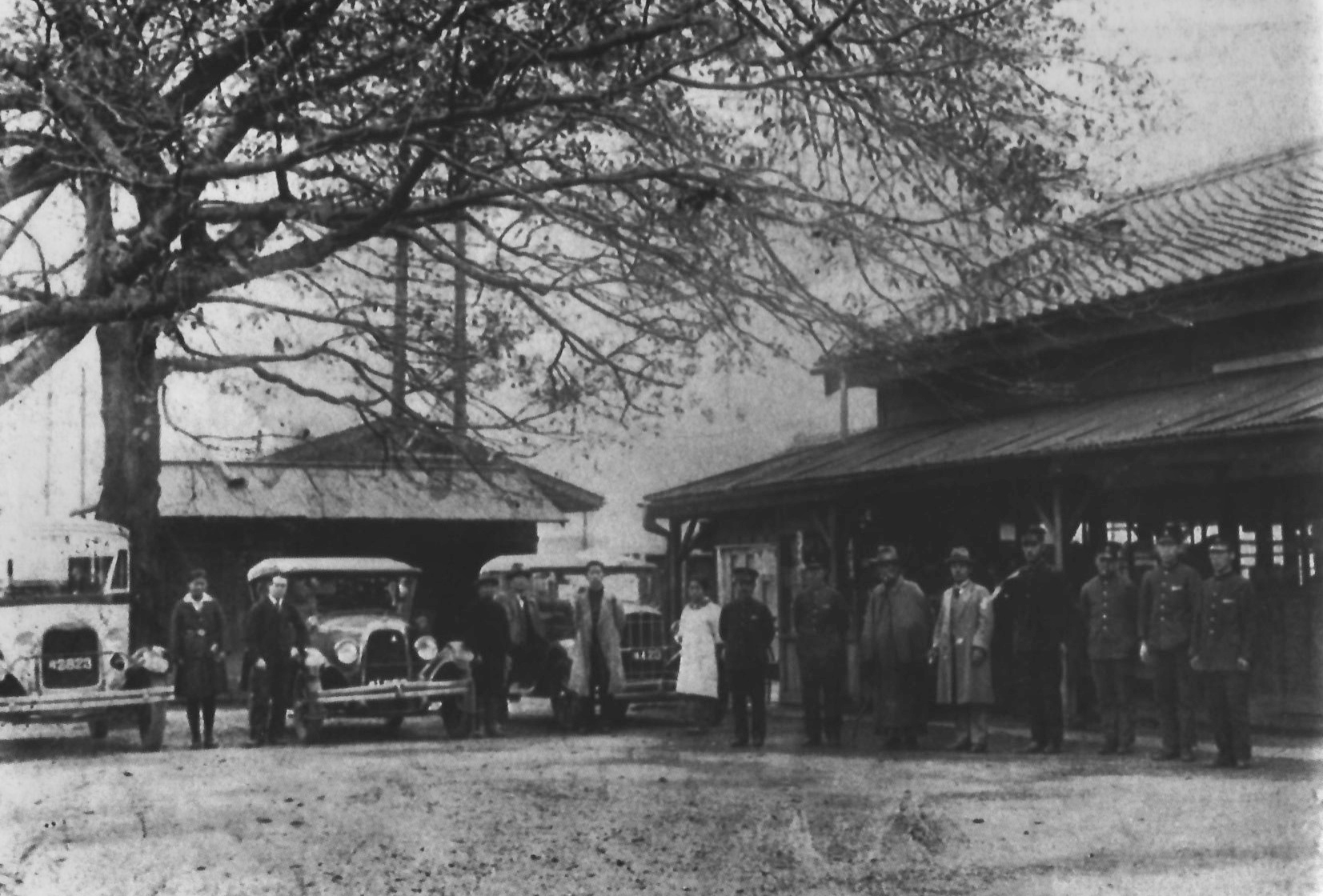
1933年頃の西口
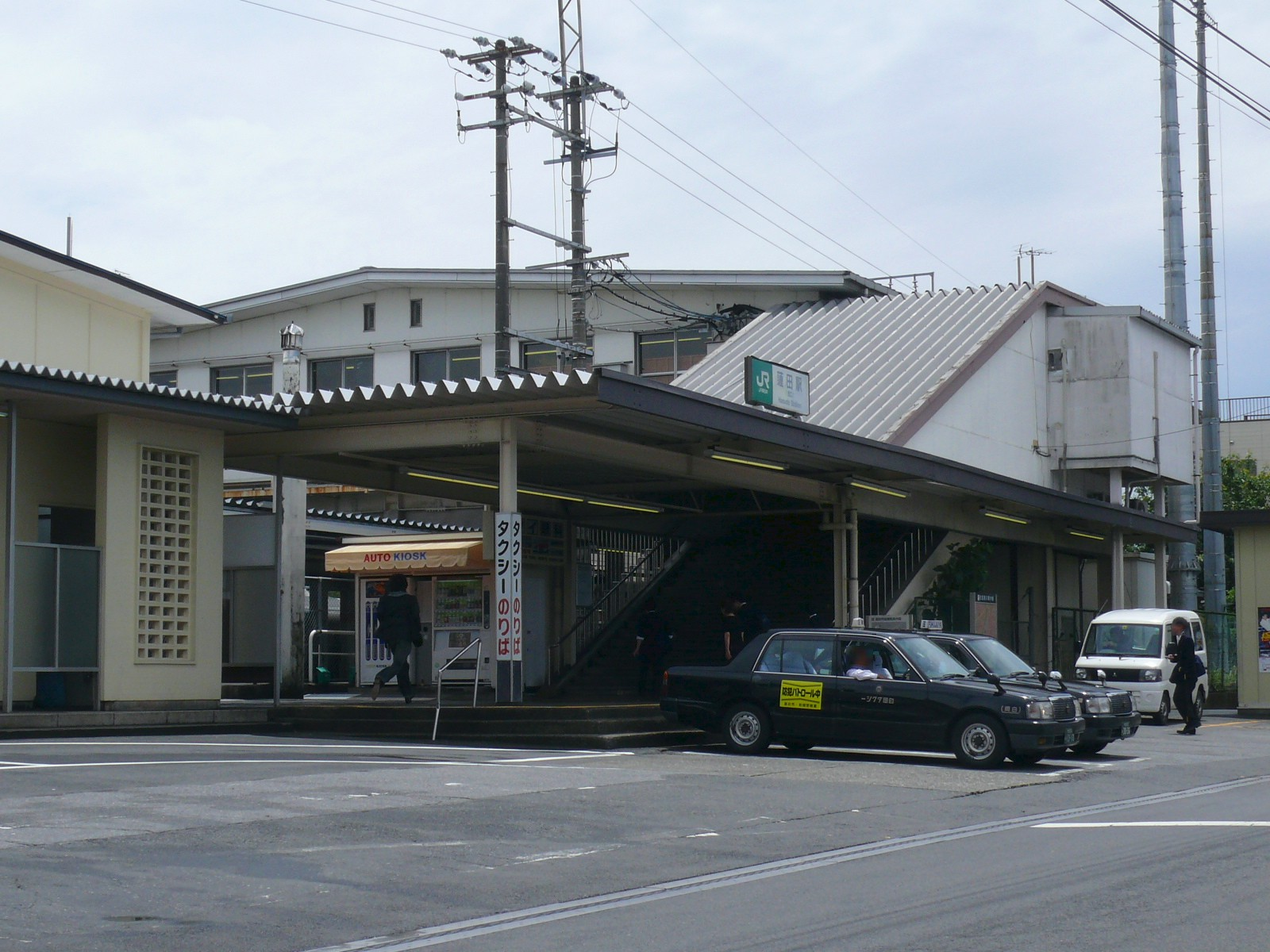
ロータリー完成前の西口階段。階段と旧ロータリー（タクシーが停車している路面）との間に旧駅舎土台に由来する段差があるのが確認できる。（2008年5月）

## 駅構造
単式ホーム1面1線と島式ホーム1面2線、計2面3線のホームを持つ地上駅で、橋上駅舎を有する。小山営業統括センター管轄の直営駅で、管理駅として東大宮駅と土呂駅を管理する。自動券売機、多機能券売機、指定席券売機、Suica対応自動改札機が設置されている。なお、お客さまサポートコールシステムが導入されており、日中時間帯（9時30分〜17時）はオペレーター等による対応となる。

### のりば
| 番線 | 路線                 | 方向 | 行先                             | 備考            |
| ---- | -------------------- | ---- | -------------------------------- | --------------- |
| 1    | ■ 宇都宮線（東北線） | 下り | 宇都宮・黒磯方面                 | 一部列車は2番線 |
| 2・3 | ■ 宇都宮線（東北線） | 上り | 大宮・東京・新宿・横浜・大船方面 |                 |
| 2・3 | ■ 湘南新宿ライン     | 上り | 大宮・東京・新宿・横浜・大船方面 |                 |
| 2・3 | ■ 上野東京ライン     | 上り | 大宮・東京・新宿・横浜・大船方面 |                 |

- 前述のように、湘南新宿ラインの列車は横須賀線へ、上野東京ラインの列車は東海道線へ直通する。
- 当駅では快速の待ち合わせをする列車が設定されている[注釈 2]。

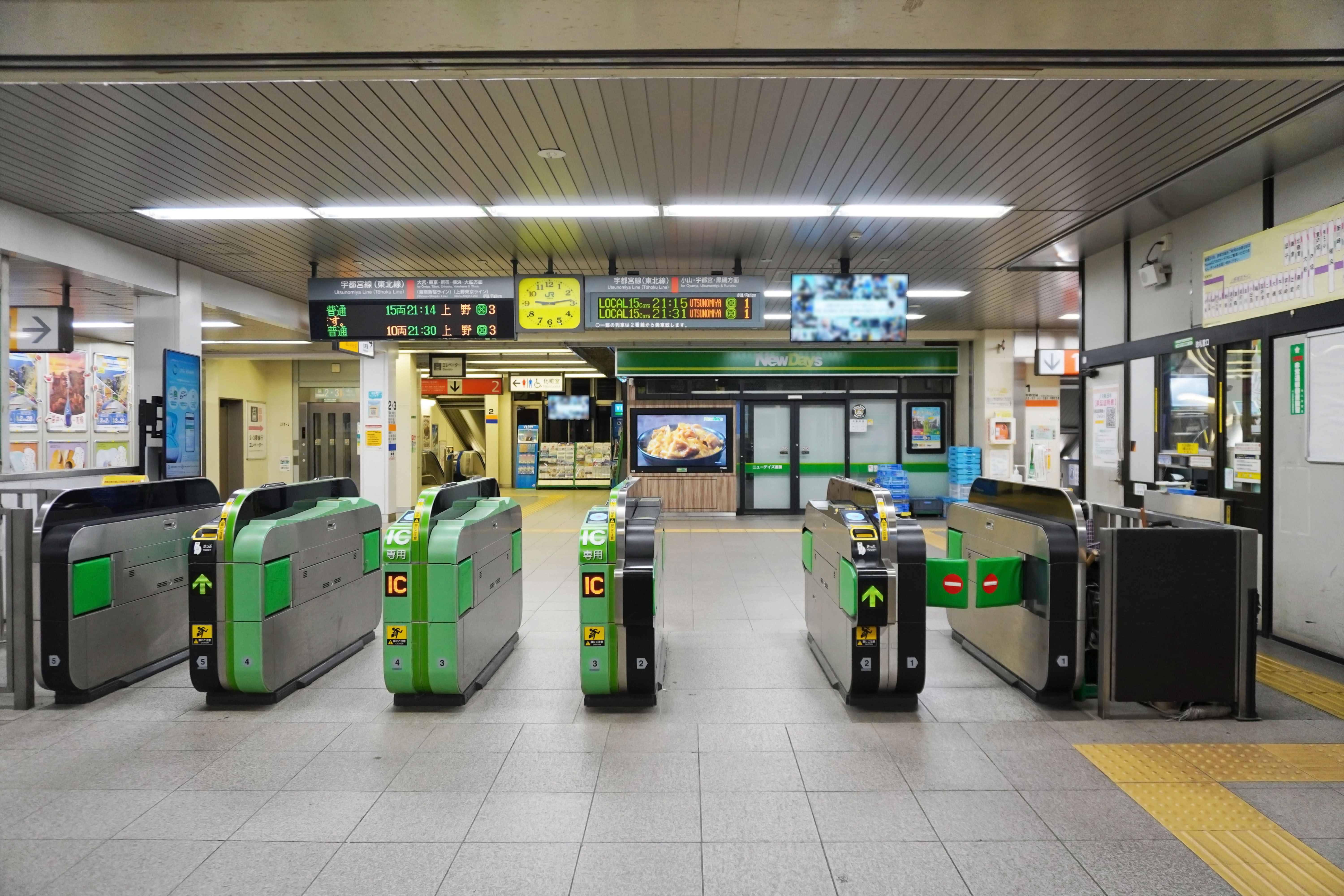
改札口（2024年5月）
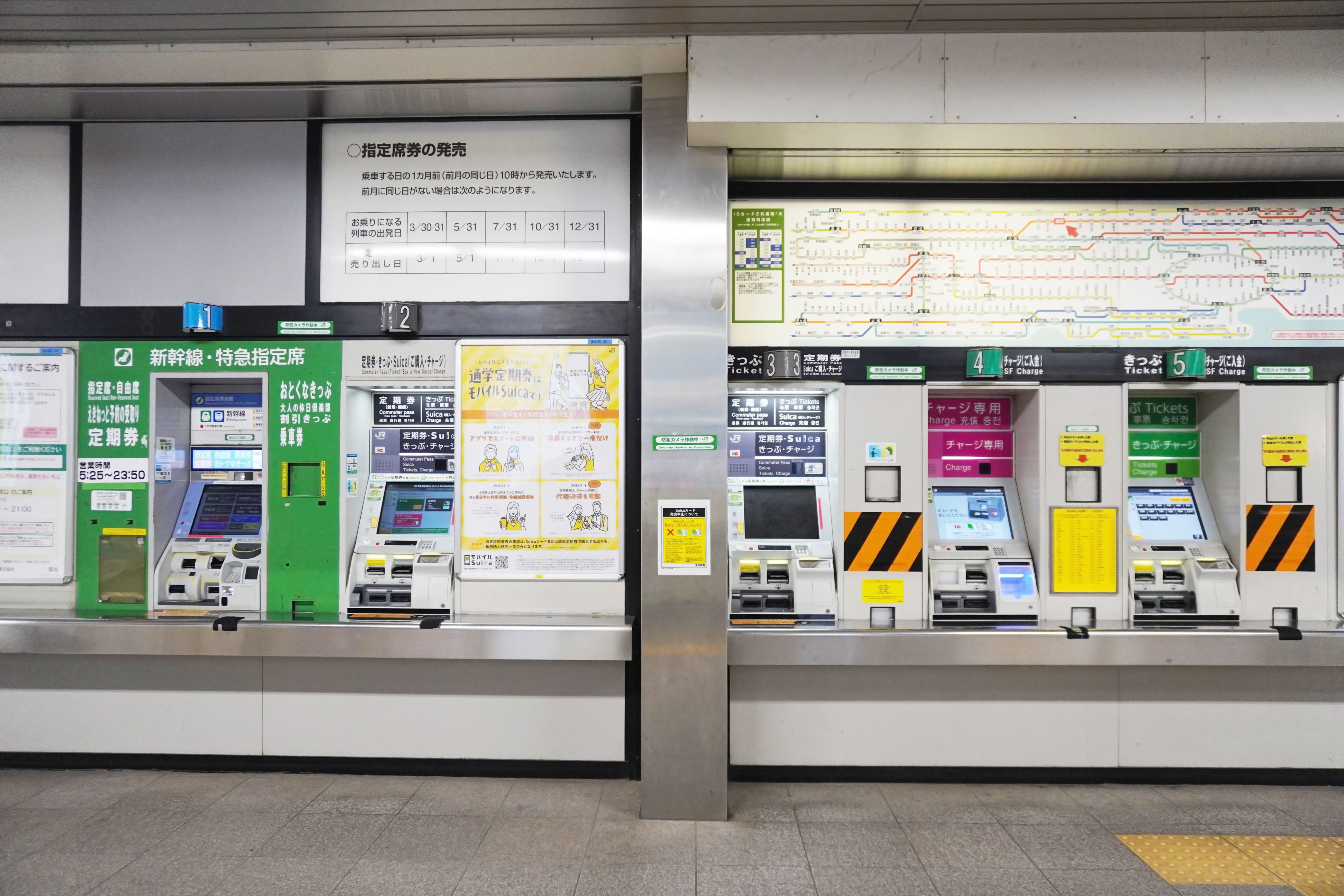
自動券売機（2024年5月）
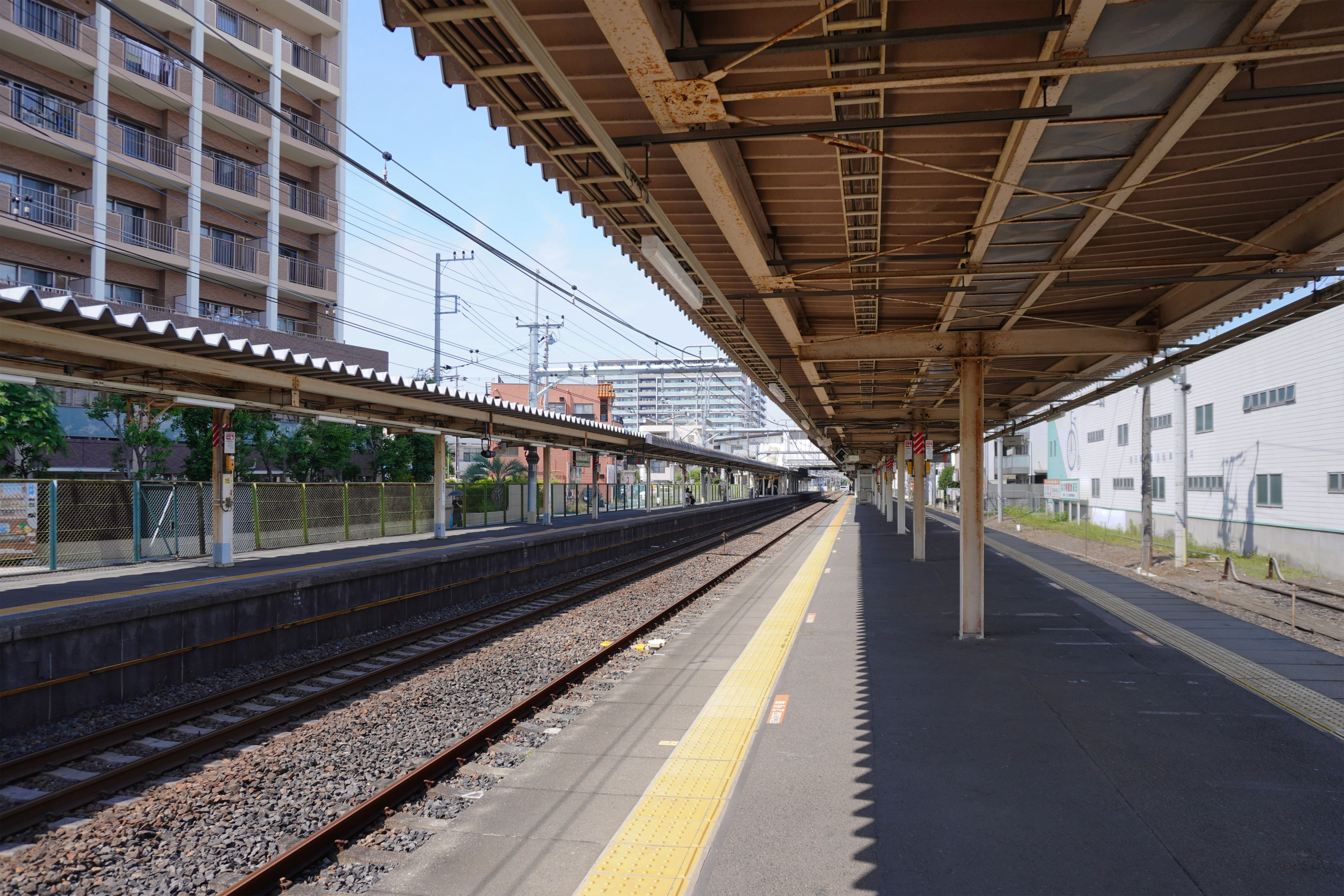
ホーム（2024年6月）

### 発車メロディ
発車メロディは、蓮田市で毎年11月に行われている「雅楽谷（うたや）の森フェスティバル」のテーマソングである音楽ユニット「にゃんたぶぅ」の楽曲「雅楽谷の森～蓮田のタカラ～」を使用している。これは同イベントが2018年で開催10周年を迎えたことを受け、イベントの周知と地域の活性化を目的に蓮田市が企画したもので、1番線ではサビの冒頭、2・3番線ではサビの終わりの部分のアレンジを使用している。メロディはスイッチの制作で、編曲は福嶋尚哉が手掛けた。
当初はイベントの開催時期に合わせて使用されており、それ以外の期間は従来のテイチク制作の汎用メロディを使用していたが、2023年10月3日からは通年で使用されている。
| 1    | ■ | 雅楽谷の森～蓮田のタカラ～ verA |
| 2・3 | ■ | 雅楽谷の森～蓮田のタカラ～ verB |

## 利用状況
2023年度（令和5年度）の1日平均乗車人員は18,575人である。
1988年度（昭和63年度）以降の1日平均乗車人員の推移は下表のとおりである。
| 年度               | 1日平均 乗車人員 | 出典     |
| ------------------ | ---------------- | -------- |
| 1988年（昭和63年） | 20,615           |          |
| 1989年（平成元年） | 21,276           |          |
| 1990年（平成02年） | 22,335           |          |
| 1991年（平成03年） | 23,062           |          |
| 1992年（平成04年） | 23,613           |          |
| 1993年（平成05年） | 24,158           |          |
| 1994年（平成06年） | 24,216           |          |
| 1995年（平成07年） | 24,241           |          |
| 1996年（平成08年） | 24,401           |          |
| 1997年（平成09年） | 23,757           |          |
| 1998年（平成10年） | 23,383           |          |
| 1999年（平成11年） | 22,934           | [ * 1 ]  |
| 2000年（平成12年） | 22,764           | [ * 2 ]  |
| 2001年（平成13年） | 22,519           | [ * 3 ]  |
| 2002年（平成14年） | 22,204           | [ * 4 ]  |
| 2003年（平成15年） | 22,010           | [ * 5 ]  |
| 2004年（平成16年） | 21,630           | [ * 6 ]  |
| 2005年（平成17年） | 21,576           | [ * 7 ]  |
| 2006年（平成18年） | 21,726           | [ * 8 ]  |
| 2007年（平成19年） | 22,069           | [ * 9 ]  |
| 2008年（平成20年） | 21,965           | [ * 10 ] |
| 2009年（平成21年） | 21,428           | [ * 11 ] |
| 2010年（平成22年） | 21,164           | [ * 12 ] |
| 2011年（平成23年） | 20,921           | [ * 13 ] |
| 2012年（平成24年） | 21,132           | [ * 14 ] |
| 2013年（平成25年） | 21,210           | [ * 15 ] |
| 2014年（平成26年） | 20,834           | [ * 16 ] |
| 2015年（平成27年） | 21,031           | [ * 17 ] |
| 2016年（平成28年） | 21,048           | [ * 18 ] |
| 2017年（平成29年） | 20,912           | [ * 19 ] |
| 2018年（平成30年） | 20,899           | [ * 20 ] |
| 2019年（令和元年） | 20,804           | [ * 21 ] |
| 2020年（令和02年） | 15,786           |          |
| 2021年（令和03年） | 16,563           |          |
| 2022年（令和04年） | 17,628           |          |
| 2023年（令和05年） | 18,575           |          |

一日平均乗車人員（単位：人/日）

## 駅周辺

### 東口
駅前は整備されており、バス停留所（屋根つき・石のベンチ）などがある。
- 蓮田マイン（東武ストア）
- MEGAドン・キホーテ蓮田店
  - ダイソー MEGAドンキホーテ蓮田店
- 岩槻警察署蓮田交番
- 蓮田駅東口郵便局

### 西口
現在再開発が行われているが、一部地権者との交渉が難航したり、再開発に参加していた積水化学工業が自社の業績不振や計画の進行遅れを理由に撤退したりするなどの問題が多発した。そのため事業計画認可から15年以上経過した現在でも工事は進んでおらず、2013年3月までにようやく再開発ビル1棟と駅前ロータリー、およびそれに接続する道路の整備が完成したが、中核となる再開発ビルは2018年11月まで着工に至らなかった。
この影響で、西口周辺からは再開発開始直後に（下記の銀行周辺の数店舗を除いて）ほとんどの商業施設が撤退し、長期にわたって西口に商業施設がほぼ存在しない状態が続いている。
- 蓮田駅西口行政センター（プレックス蓮田）[注釈 8]
- 蓮田郵便局
- 埼玉りそな銀行 蓮田支店
- 武蔵野銀行 蓮田支店
- 国道122号

## バス路線
| のりば                            | 運行事業者                                               | 系統・行先 | 備考                                              |
| 蓮田駅東口                        | 蓮田駅東口                                               | 蓮田駅東口 | 蓮田駅東口                                        |
| --------------------------------- | -------------------------------------------------------- | --- | ------------------------------------------------- |
| 2                                 | 朝日自動車                                               | - HS21・HS23：国立東埼玉病院 - HS22・HS24：江ヶ崎馬場（みずほ団地） - HS25・HS26：岩槻駅西口 - HS27・HS28：蓮田松韻高校 | 「HS27」は橋場経由、「HS28」は宿下経由            |
| 3                                 | 朝日自動車                                               | - HS05：蓮田駅西口 - HS31：菖蒲仲橋 - HS32・HS33：下大崎 - HS34：パルシー・ハストピア                                   | - 「HS05」は平日のみ運行 - 「HS31」は夜間のみ運行 |
| 蓮田駅西口                        |                                                          | |                                                   |
|                                   | 朝日自動車                                               | - HS01：菖蒲車庫 - HS02：丸谷 - HS03：八幡神社 - HS04：伊奈学園 - HS05：蓮田駅東口                                      | - 「HS04」は朝のみ運行 - 「HS05」は平日のみ運行   |
| 丸建つばさ交通 （けんちゃんバス） | - 上尾駅東口 - 県民活動センター - がんセンター／伊奈病院 | |                                                   |

その他

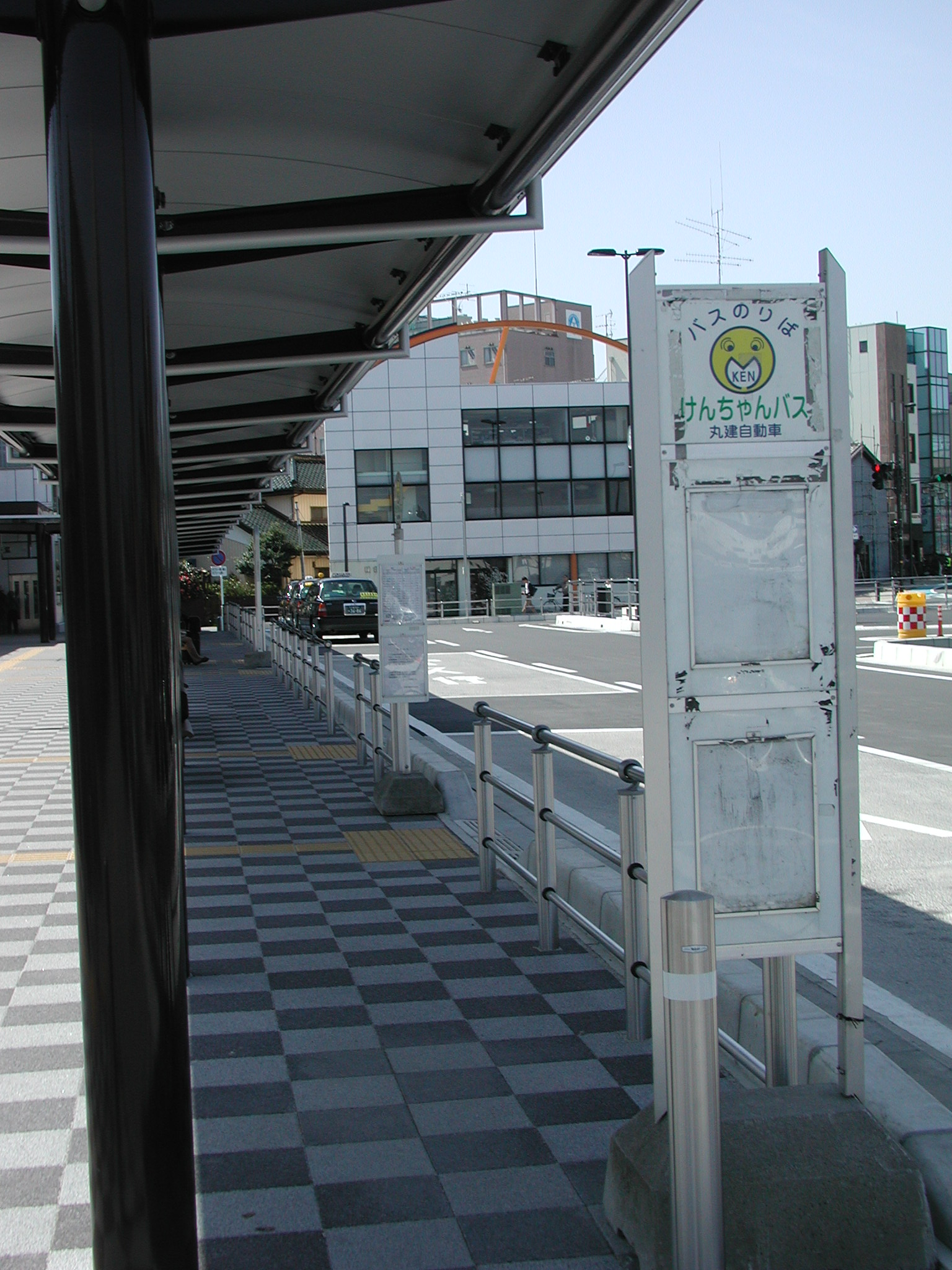
西口ロータリー内のバス乗り場（2013年4月）

- 東口4番のりばには、市立老人福祉センターや蓮田サービスエリア（上り線側）へのシャトルバス（つばさ観光バス）が停車する。
- けんちゃんバスの乗り場は、西口ロータリーの整備前は埼玉りそな銀行蓮田支店の向かい側（武蔵野銀行蓮田支店を通りすぎた先）、降り場は埼玉りそな銀行蓮田支店付近にあって、開通以来永らく駅前に乗り入れることができなかったが、2013年4月1日の始発から西口ロータリー内に移転した。
- かつては国際興業バスにも東口・西口ともに発着路線が存在したが撤退している。
- 上表の他、「ミッドナイトアロー蓮田・久喜」が西口に降車扱いとして乗り入れている（運休中）。

## 付記
- 埼玉高速鉄道線が浦和美園駅から岩槻駅を経由して当駅まで延伸される計画があるが、着工には至っていない。このルートはかつて存在した武州鉄道のルートに近い。この区間には現在国際興業によりバス路線が運行されている。
- 2011年1月4日より、蓮田市の「蓮」の表記はしんにょうの点が2つから1つに変更されているが、駅名に関してはコストがかかるとして変更されていない。
- 現在の橋上駅舎竣工後も、1番線と西口に面している旧駅舎は取り壊さず[注釈 9]に残っていた[1]。かつては運転取扱所や運送会社の営業所として使用されていたが、2021年2月26日までは市役所の駅西口連絡所（住民票等を取り扱う出張所）になっていた[1]。
- 西口・東口ともにバリアフリー化工事が行われたが、この工事は老朽化した駅舎の改築工事も包含しており、完成した個所の外壁・屋根は新しいものに作り変えられたほか、改札内は増床されてコンビニエンスストアNewDaysが出店したり、1番線側（旧駅舎内）にあったトイレが移設・拡張されたりした。西口では2011年にエレベーターが、2013年にエスカレーターが設置され、駅前ロータリーの整備に伴って旧駅舎の名残だった段差も解消した。東口では2012年2月にエレベーターが使用を開始した。
- 西口ロータリーにはモニュメントとして115系電車の車輪とD51 484号機の動輪が展示されている。ロータリー完成に伴い、蓮田車站納地記念碑（駅開業にあたって近隣住民が用地を献納したことの記念碑）が移設されている。
- 鉄道写真撮影の名所が当駅と南隣の東大宮駅との間にあり、「東大宮 - 蓮田間」を略して「ヒガハス」と呼ばれる。

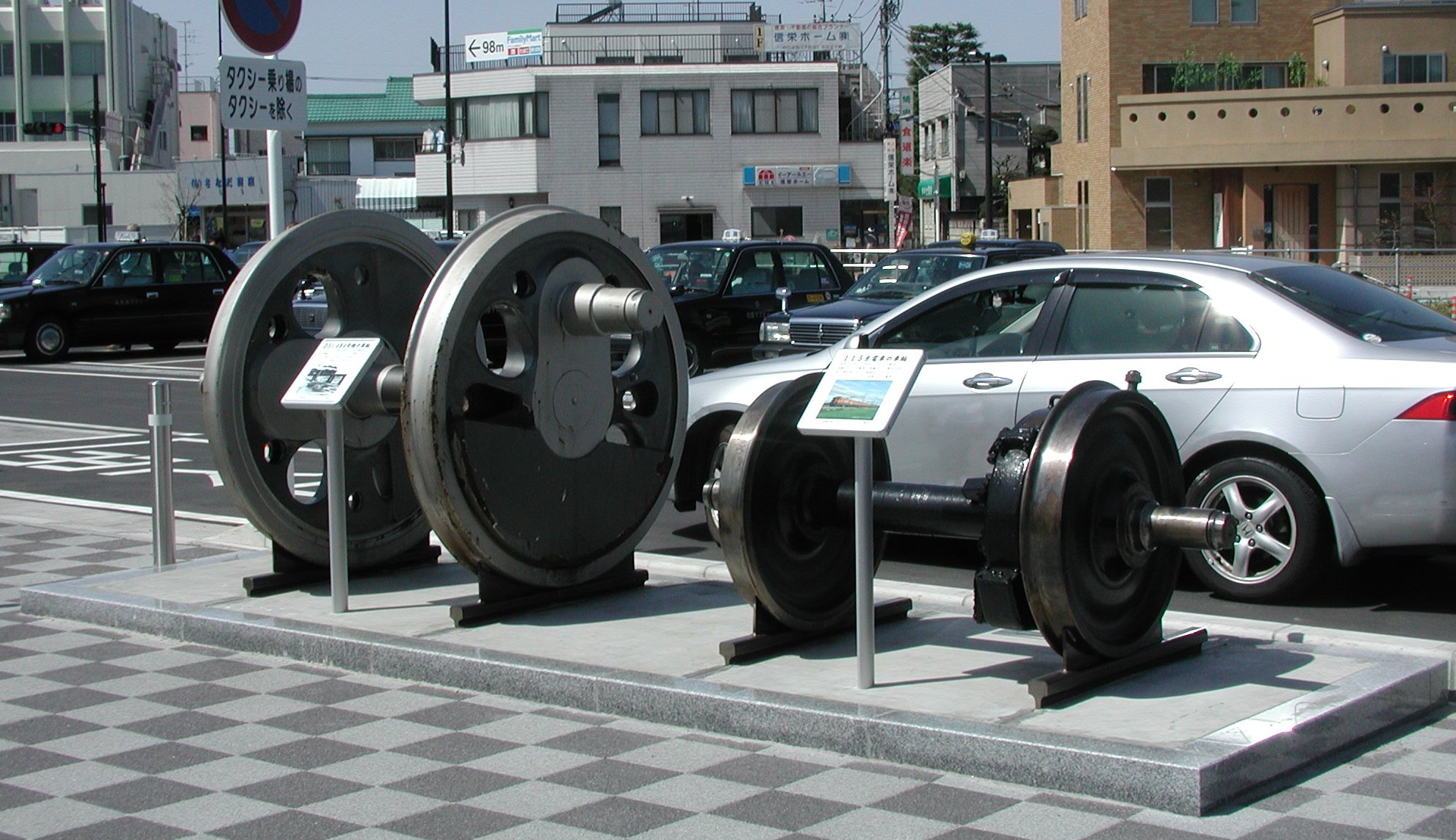
完成した西口ロータリーに展示されているD51 484号機の動輪（左）と、115系電車の車輪（右）。
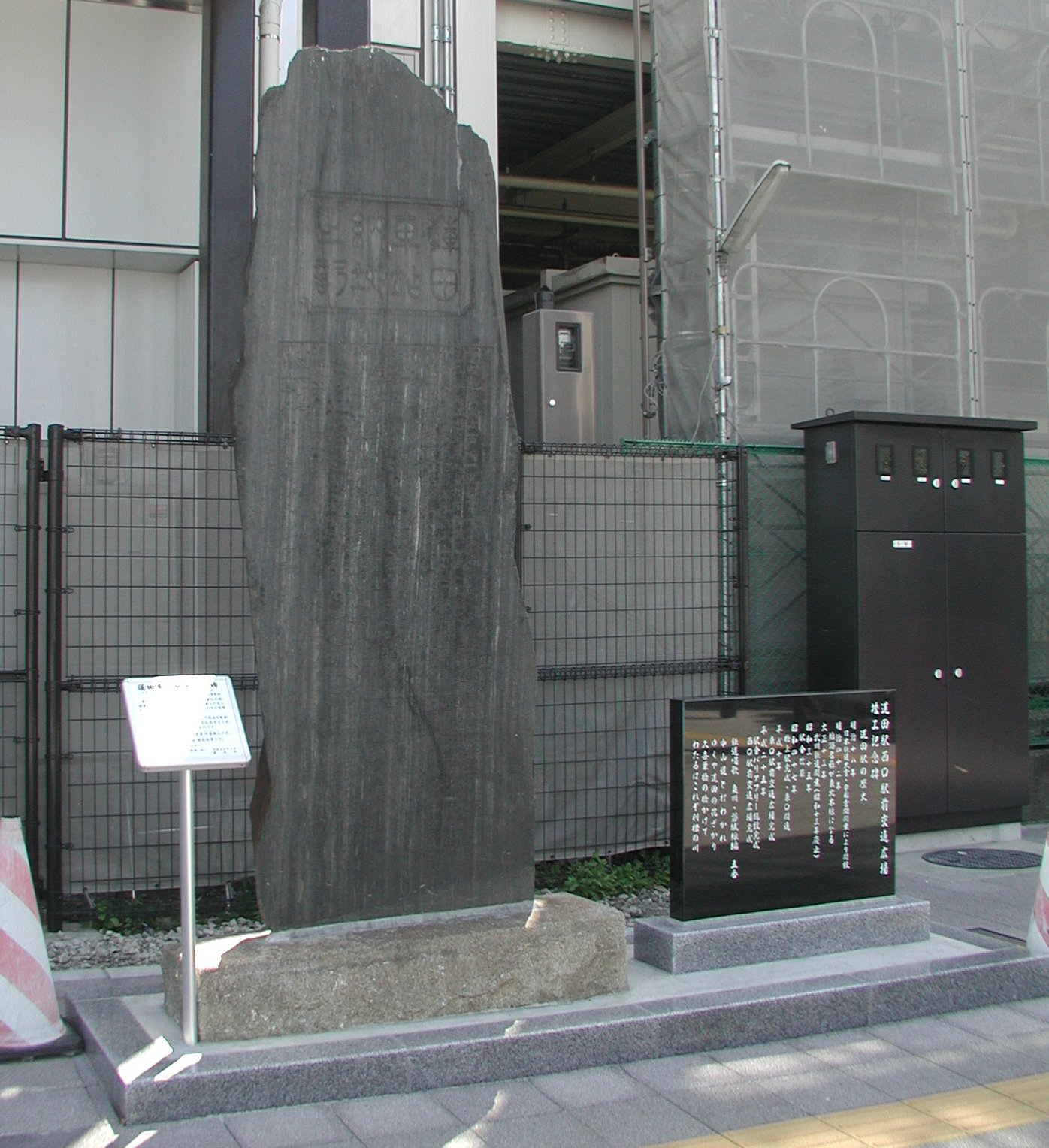
蓮田車站納地記念碑。西口ロータリー完成に伴い移設された。
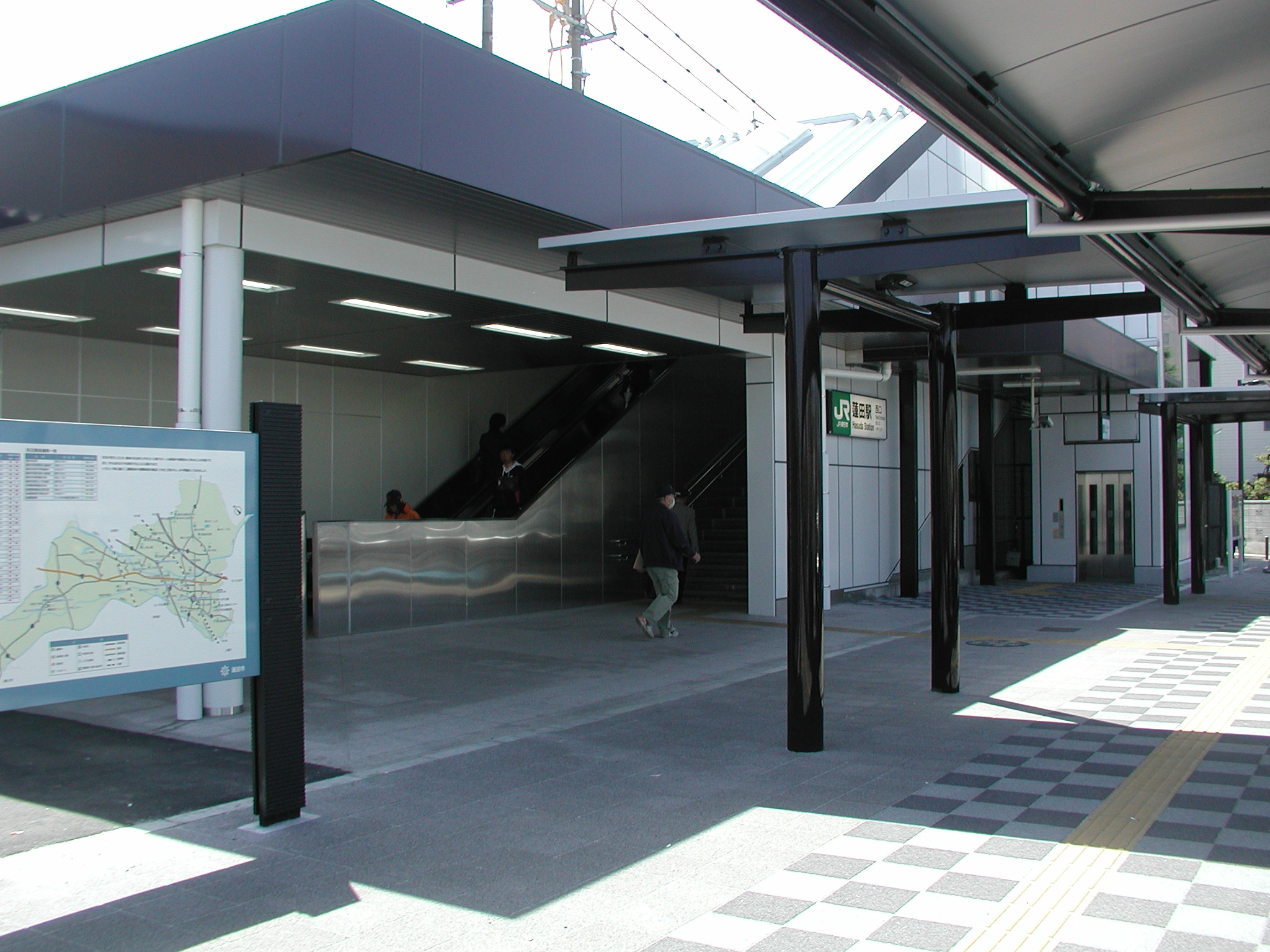
改修前とほぼ同じ個所から撮影した現在の西口階段付近。西口ロータリーの完成に伴い、改修前にあった段差が解消されている。（2013年4月）

## 隣の駅
東日本旅客鉄道（JR東日本）
■宇都宮線
■快速（「ラビット」を含む）
東大宮駅 - 蓮田駅 - 久喜駅
■普通
東大宮駅 - 蓮田駅 - 白岡駅

### 記事本文